# Essay (Philatelie)

Essay von 1874 für die Wiener Kommunalpost

Ein Essay in der Philatelie bezeichnet nicht angenommene Entwürfe für Briefmarkenausgaben.
Die Post fordert verschiedene Vorlagen, um für eine neue Markenausgabe die beste Farbe, Druckart oder den schönsten Entwurf des Motivs zu finden, an. Entwürfe, die nicht angenommen werden, kommen oftmals in den Handel. Solche Essays, besonders von den ersten Briefmarkenausgaben, sind meist sehr wertvoll.
Essays sollte man nicht mit Probedrucken verwechseln. Bei Probedrucken handelt es sich nur um die letzten Versuchsdrucke, bevor die Briefmarke oder Briefmarkenserie verausgabt wird. Essays haben meist keine große Ähnlichkeit mit den später verausgabten Briefmarken, da ja diese Entwürfe abgelehnt wurden.